# Magyar Mozgókép Díj a legjobb férfi főszereplőnek
A Magyar Mozgókép Díj a legjobb férfi főszereplőnek (korábban Magyar Filmdíj) elismerés a 2014-ben alapított Magyar Filmdíjak egyike, amelyet a Magyar Filmakadémia (MFA) tagjainak szavazata alapján ítélnek oda egy-egy év magyar filmtermésében főszerepet játszó, legjobb alakítást nyújtó színésznek.
A díjra történő jelölés nem automatikus; arra azon művek alkotói jöhetnek számításba, amelyeket beneveztek a Magyar Mozgókép Fesztiválra. Nevezni az előző év január 1. és december 31. között moziforgalmazásba került vagy kerülő (forgalmazói szándéknyilatkozattal rendelkező), illetve televíziós csatorna műsorára tűzött, vagy nemzetközi filmfesztiválon versenyben vagy versenyen kívül szerepelt nagyjátékfilmet lehet.
Miután a Filmakadémia színész szekciójának tagjai január 1-je és 31-e között megnézték a benevezett műveket, titkos szavazással kiválasztják saját szakmájuk öt jelöltjét, akik felkerülnek a jelöltek listájára.
A listát február 1-jén hozzák nyilvánosságra. A jelölt alkotásokat a Magyar Filmhét műsorára tűzik.
A második körben az Akadémia tagjai e szűkített listáról választják ki egy újabb titkos szavazás során a díjra érdemesnek tartott művészt.
Az ünnepélyes díjátadóra Budapesten, a Magyar Filmhetet lezáró gálán kerül sor minden év március elején.

## Díjak és jelölések
A nyertesek a táblázat első sorában, félkövérrel vannak jelölve. 2021 óta az alkotói teljesítményeket a műfajokat összevonva értékelik.
| Év (Gála)                | Díjazottak és jelöltek | Megjegyzés               |
| Csak játékfilm kategória | Csak játékfilm kategória | Csak játékfilm kategória |
| ------------------------ | --- | ------------------------ |
| 2016 (1.)                | - ifj. Vidnyánszky Attila – Veszettek - Bede-Fazekas Szabolcs – Liza, a rókatündér - Gáspár Tibor – Anyám és más futóbolondok a családból - Kulka János – Swing - Thuróczy Szabolcs – Szerdai gyerek                             | [ * 1 ]                  |
| 2017 (2.)                | - Thuróczy Szabolcs – Tiszta szívvel - Brian Cox – Jutalomjáték - Hajduk Károly – A martfűi rém - Jankovics Péter – Kút - Kern András – Gondolj rám                                                                              | [ * 2 ]                  |
| 2018 (3.)                | - Rudolf Péter – 1945 - Jéger Zsombor – Jupiter holdja - Morcsányi Géza – Testről és lélekről - Nagy Ervin – Kincsem - Terhes Sándor – Out – Kihűlés                                                                             | [ * 3 ]                  |
| 2019 (4.)                | - Hegedűs D. Géza – A hentes, a kurva és a félszemű - Keresztes Tamás – Lajkó – cigány az űrben - Kovács Lehel – Nyitva - Mohai Tamás – Vándorszínészek - Rába Roland – Paraziták a Paradicsomban                                | [ * 4 ]                  |
| 2020 (5.)                | - Hajduk Károly – Akik maradtak - Krisztik Csaba – Valan – Az angyalok völgye - Nagy Zsolt – Drakulics elvtárs - Váradi Gergely – Guerilla - Yorgos Goletsas – FOMO – Megosztod, és uralkodsz                                    | [ * 5 ]                  |
| Összevont kategória      | |                          |
| 2021                     | - Gáspár Tibor – A feltaláló - Fekete Ernő – Így vagy tökéletes - Molnár Áron - Toxikoma - Molnár Levente – Hasadék - Bán János – Menetrend                                                                                      | [ 5 ] [ * 6 ]            |
| 2022                     | - Kulka János – A játszma - Thuróczy Szabolcs – Szia, Életem! - Eperjes Károly – Magyar Passió - Mátray László – Attila, Isten ostora - Dietz Gusztáv – Külön falka                                                              | [ 6 ] [ * 7 ]            |
| 2023                     | - Seress Zoltán – Blokád - Trill Zsolt – Magasságok és mélységek - Vilmányi Benett – Larry - Mészáros Máté – Nyugati nyaralás - ifj. Vidnyánszky Attila – Blokád                                                                 | [ 7 ] [ 8 ]              |
| 2024                     | - Bezerédi Zoltán – Lefkovicsék gyászolnak - Katona Péter Dániel – Tündérkert – Kísértések kora - Trill Zsolt – Hadik - Vecsei H. Miklós – Semmelweis - Szacsvay László – Valami madarak                                         | [ 9 ] [ 10 ] [ 11 ]      |
| 2025                     | - Blaskó Péter – Ők tudják, mi a szerelem - Vilmányi Benett – Csendes éj - Horkay Péter – Ha átkelsz majd a nagy hegyen - Mátray László – Véletlenül írtam egy könyvet - Ember Márk – Hogyan tudnék élni nélküled?, Futni mentem | [ 12 ] [ 13 ]            |